# Кристіан Бартоломе
Фрідріх Кристіан Леонард Бартоломе (нім. Christian Friedrich Leonhard Bartholomae; 21 січня 1855, Форст — 27 серпня 1925, Лангеог) — німецький мовознавець, один із визначних представників німецької індоіраністики.

## Біографія
Син баварського лісника Леонарда Бартоломе.
У 1872—1877 роках вивчав філологію в Мюнхенському, Ерлангенському та Лейпцизькому університетах. Був студентом Генріха Гюбшмана та Фрідріха Шпігеля.
З 1884 року — професор індоіранських мов у Галле, пізніше в Мюнстері, Гессені, Страсбурзі, Гайдельбурзі.
1909 року був обраний членом Гайдельберзької академії наук.
У своїй фундаментальній праці з дослідження давніх іранських мов (особливо в Староіранському словнику, 1904 р.) Бартоломе поєднав філологічні та мовні порівняльні методи та узагальнив стан досліджень свого часу.

## Праці
- Das altiranische Verbum. München, 1878.
- Die Gāθā's des altiranischen Volkes. Halle, 1879.
- Arische Vorsehungen. Hefte 1-3. Halle, 1882-1887.
- Handbuch der altiranischen Dialekte. Leipzig, 1883.
- Beiträge zur Flexionslehre der indogermanischen Sprachen. Gütersloh, 1888.
- Studien zur indogermanischen Sprachgeschichte. Hefte 1-2. Halle, 1890-1891.
- Arisches und Linguistisches. Göttingen, 1891.
- Vorgeschichte der arischen Sprachen. Straßburg, 1895.
- Avestasprache und Altpersisch. Straßburg, 1895.
- Altiranisches Wörterbuch. Straßburg, 1904.